# Шахта «Південнодонбаська № 1»
ДВАТ «Шахта Південнодонбаська № 1 імені Героїв 9-ї стрілецької дивізії».

## Історія
Стала до ладу у 1973 р. У 2003 р. видобуто 1,214 млн т вугілля. Станом на лютий 2020 р. шахта має проблеми з оплатою за спожиту електроенергію. За вимогою постачальника ЕК «Укренерговугілля», державне підприємство може бути повністю знеструмлене 28 лютого, включаючи агрегати водовідливу та вентиляції, повідомляє пресслужба ПрАТ «ДТЕК ПЕМ-Енерговугілля». Шахтарі мають намір не допустити затоплення шахти, бо це буде означати повне знищення містоутворюючого підприємства та екологічну катастрофу для Вугледара.

## Технічні дані
Знаходиться біля м. Вугледар Донецької області. Виробнича потужність 1,2 млн т вугілля на рік. Розробляє пласти с13, с11, с2
10, с18 потужністю 0,7-1,62 м. Має чотири вертикальні стволи. Працює 5 лав (2002 р.). Надкатегорійна за метаном. На очисних роботах застосовуються комплекси КД-90, комбайни УКД-200, ГШ-68. На шахті впроваджена Інформаційна система управління шахти.

## Аварії
18.12.2019- обвал в східному польовому магістральному конвеєрному штреку горизонту 355 м.